# Uncle Sam

Diese weit verbreitete Darstellung von Uncle Sam entstammt einem Rekrutierungsplakat aus dem Ersten Weltkrieg von James Montgomery Flagg

Uncle Sam ist die bekannteste Nationalallegorie der Vereinigten Staaten. Er war eine verbreitete Werbefigur, wurde aber erst 1961 durch Senatsbeschluss offiziell anerkannt. Uncle Sam wird weltweit benutzt und verstanden.
Außerhalb der USA ist Uncle Sam eine personifizierte Karikatur dieses Landes. Die Verwendung des Namens Uncle Sam entspricht oft einer kritischen Einstellung gegenüber der Regierung oder der Kultur der Vereinigten Staaten.

## Merkmale
Grundsätzlich prägen folgende Merkmale die bildliche Darstellung der Figur:
- Uncle Sam ist ein hagerer, älterer Mann mit heller Hautfarbe, weißen Haaren, Ziegenbart und meist ernster Mimik.
- Er trägt die Nationalfarben der USA am Körper, ein dunkelblaues Jackett mit rot-weiß gestreifter Hose.
- Sein Zylinder ist meist mit den Stars and Stripes verziert.
- Viele Darstellungen zeigen seine Initialen U. S., die auch für „United States“ stehen.

## Entstehungsgeschichte

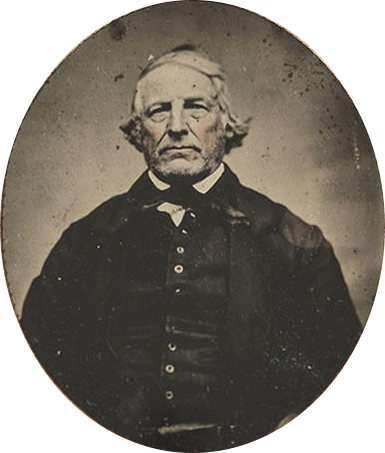
Samuel Wilson III. (1766–1854), Foto

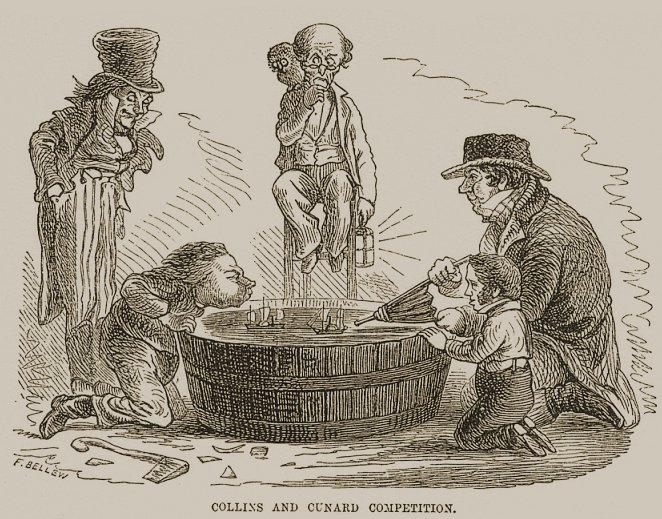
Karikatur von Frank Bellew, 1852: Uncle Sam (links) sieht zu, während John Bull (rechts) eingreift.
Darunter unter Bezug auf den damaligen Wettbewerb britischer und US-amerikanischer Postschiffe auf dem Atlantik die Zeile: Collins and Cunard Competion.

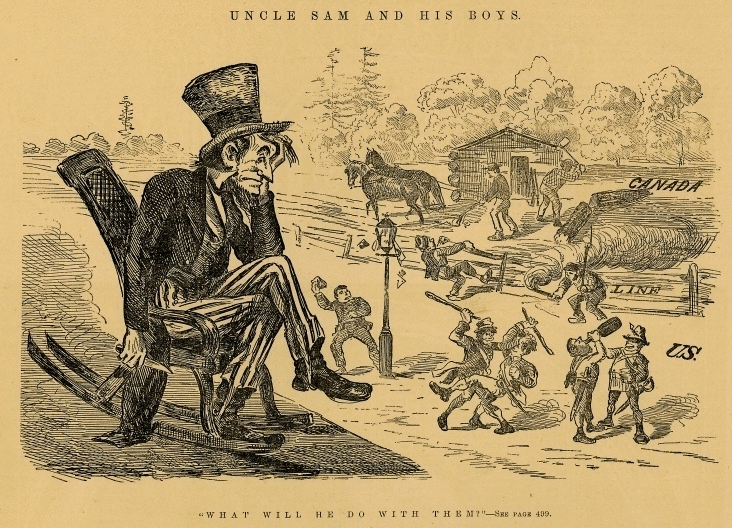
Karikatur 1870: Uncle Sam blickt auf stereotyp dargestellte Kanadier und US-Amerikaner.
Darunter die Zeile: What will he do with them?
(Was soll er mit ihnen anfangen?)

Die Figur geht vermutlich auf die Zeit des Britisch-Amerikanischen Kriegs von 1812 zurück. Namensgeber soll Samuel Wilson III. (1766–1854), ein Hersteller von Fleischkonserven in Troy, New York, gewesen sein.
Die Überlieferung nennt eine Begebenheit auf einem Armeestützpunkt im nördlichen Teil des Bundesstaats New York als Ursprung des symbolisch gewordenen Namens: Demnach erhielten die Soldaten dort Fässer mit Fleischvorräten, die mit dem Buchstabenkürzel US gekennzeichnet waren. Sie sollen dies zunächst im Spaß als Initialen ihres Lieferanten in Troy, Uncle Samuel Wilson, angesehen und später auf die Vereinigten Staaten (englisch: United States) übertragen haben, die für diese Lieferungen sorgten.
Diese Deutung wurde im Senatsbeschluss von 1961, der zugleich die Bedeutung der Figur offiziell festschrieb, anerkannt. Trotzdem bestehen gegen diese Herleitung verschiedene Einwände. Es dürfte somit nicht möglich sein, die Herkunft des Namens endgültig zu klären.
Populär wurde Uncle Sam durch die Karikaturisten und Journalisten des 19. und 20. Jahrhunderts. Da Uncle Sam realer und pragmatischer wirkte als die Figur Columbia, bevorzugten ihn Illustratoren wie Thomas Nast in ihren Karikaturen und auf Plakaten. Im Laufe des 20. Jahrhunderts löste Uncle Sam somit Columbia als Nationalfigur der Vereinigten Staaten ab.
Das heute bekannte Aussehen verdankt Uncle Sam dem Graphiker James Montgomery Flagg, der Uncle Sam im Ersten Weltkrieg mit den Worten I Want You for U. S. Army für das Militär werben ließ (siehe oberes Bild). Das US-amerikanische Motiv von 1917 war eine Abwandlung des britischen Plakats Lord Kitchener Wants You von 1914. Im Zweiten Weltkrieg wurde es erneut eingesetzt.

## Nationalsymbol

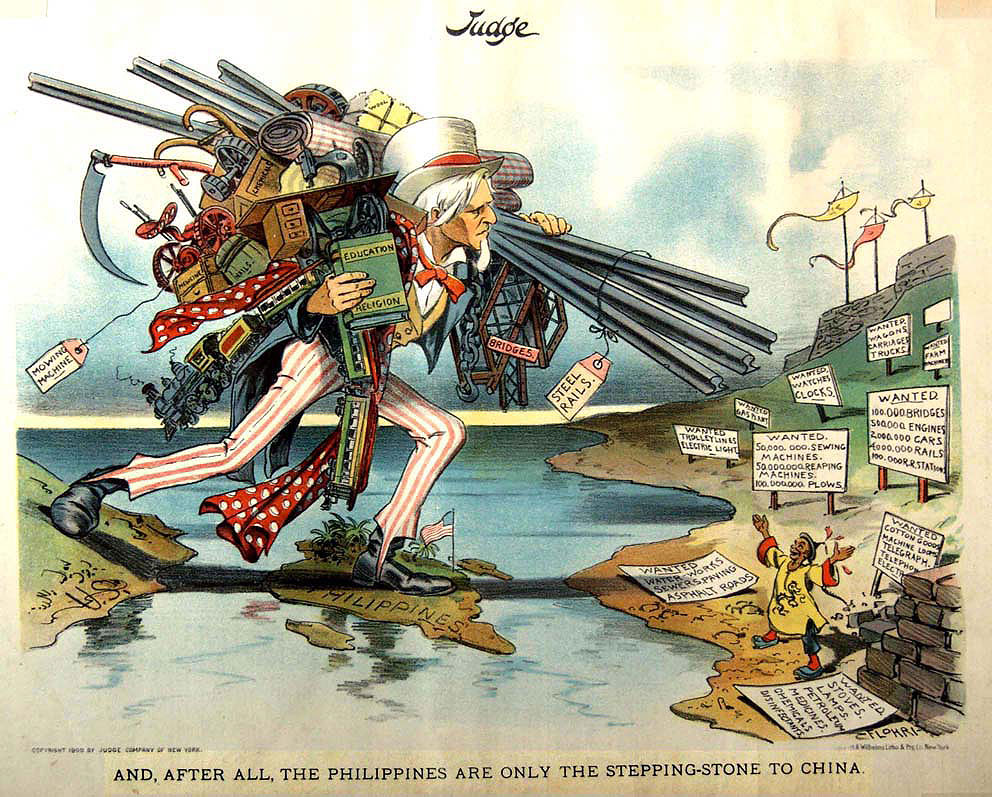
Die Philippinen als Trittstein nach China (Karikatur, um 1900)

Neben der Freiheitsstatue ist Uncle Sam gegenwärtig das wichtigste Nationalsymbol der Vereinigten Staaten. In ihm treten Staat, Nation und Volk der USA anschaulich in Menschengestalt in Erscheinung, was die Identifikation erleichtert. Er lässt sich als bildliche Darstellung eines (positiven) nationalen Selbstbildes charakterisieren. Andere Nationalfiguren, wie Brother Jonathan aus der Frühzeit der Staaten oder die weibliche Figur der Columbia, reichen in unserer Zeit nicht an seine Symbolkraft heran.
Daneben allerdings wird die Figur vor allem in Karikaturen zum Ausgangspunkt für Kritik. Während Uncle Sam innerhalb der USA als respektable Figur behandelt und als „Gewissen der Nation“ veranlagt wird, nehmen ihn die Karikaturisten anderer Länder weitaus negativer auf: Besonders in anti-US-amerikanistischem Kontext trägt er die kritisierten Züge und verkörpert dann etwa nationale Überheblichkeit oder imperialistische Neigungen.
Neben allgemeinen Kritikpunkten, die sich gegen den Nationalgedanken und seine Darstellung wenden, richten sich die Einwände gegen Uncle Sam vor allem gegen seine Eigenschaft als weißer Mann. In neuerer Zeit haben Künstler verschiedentlich versucht, das Aussehen von Uncle Sam umzugestalten, wobei der Zylinderhut als Erkennungszeichen erhalten blieb. Manche Versionen weisen auch Ähnlichkeiten mit Abraham Lincoln auf.

## Ableitungen und Übertragungen – „Uncle Sam“ als Marke

### Comicfigur
In Superheldencomics beim US-amerikanischen Verlag Quality Comics und dessen Rechtsnachfolger DC Comics tritt Uncle Sam auf. Seine übermenschliche Kraft und Unverwundbarkeit ist proportional zum Vertrauen der Bürger der von ihm repräsentierten Vereinigten Staaten in die Ideale Freiheit und Unabhängigkeit. Die Comics werden u. a. beim DC-Label Vertigo veröffentlicht.